# Rollbahnbrücke (Flughafen Frankfurt Main)
Die beiden Rollbahnbrücken am Flughafen Frankfurt Main führen über die Bundesautobahn 3 zwischen den Anschlussstellen Mönchhof-Dreieck (48) und Kelsterbach (49), die Schnellfahrstrecke Köln–Rhein/Main unweit des Bauwerks Frankfurt am Main Flughafen Fernbahnhof und die als Airport-Ring bezeichnete Kreisstraße 823.

## Baugeschichte
Die Brücken verbinden die bestehenden Flugbetriebsflächen des Flughafens mit der neuen, 2800 Meter langen Landebahn Nordwest, die nördlich der Autobahn und der Eisenbahnstrecke liegt.
Der Bau begann am 8. Mai 2009 und wurde ein Jahr später 2010 beendet. Zuerst wurden die Stützpfeiler hochgezogen und im Mai 2010 die Fahrbahnplatten in mehreren Wochenendnächten, in denen die Autobahn komplett gesperrt wurde, aufgelegt. Danach folgten die Installation des Sicherheitszaunes, Überwachungsanlagen und sonstiger Infrastruktur.

## Brücken
Insgesamt bestehen fünf Brückenbauwerke. Zwei führen über die Autobahn und die ICE-Trasse, zwei über den Airportring, und eine weitere Brücke überspannt eine Betriebsstraße innerhalb des Flughafengeländes. Zusammen mit den rampenartigen Aufschüttungen hinauf zu den eigentlichen Brücken bilden sie die Rollwege Ost und West, die das 220 Hektar große Betriebsgelände der Nordwestbahn mit dem Flughafen verbinden. Die Brücken wurden besonders breit gebaut, um von der Autobahn nur wenig von den Flugzeugen sehen zu können und damit unnötige Bremsmanöver und Schaulustige unter den Kraftfahrzeugfahrern zu vermeiden. Die eher an einen Tunnel erinnernde Durchfahrt auf der Autobahn wurde mit Beleuchtung und Rettungswegen ausgestattet. Die Autobahn verfügt hier in beiden Richtungen über je vier Fahrstreifen, bei Bedarf kann der Seitenstreifen zur fünften Fahrbahn erklärt werden. Zusätzlich befindet sich im „Brückentunnel“ ein breiter Gehweg.

### Rollbrücke West 1
Die Rollbrücke West 1 ist in Rollbahnachse mehr als 90 Meter lang und bis zu 117 Meter breit.

### Rollbrücke Ost 1
Die Rollbrücke Ost 1 ist in Rollbahnachse mehr als 200 Meter lang und bis zu 220 Meter breit. Die Ost 1 genannte Brücke liegt näher an den Terminals.

## Bilder

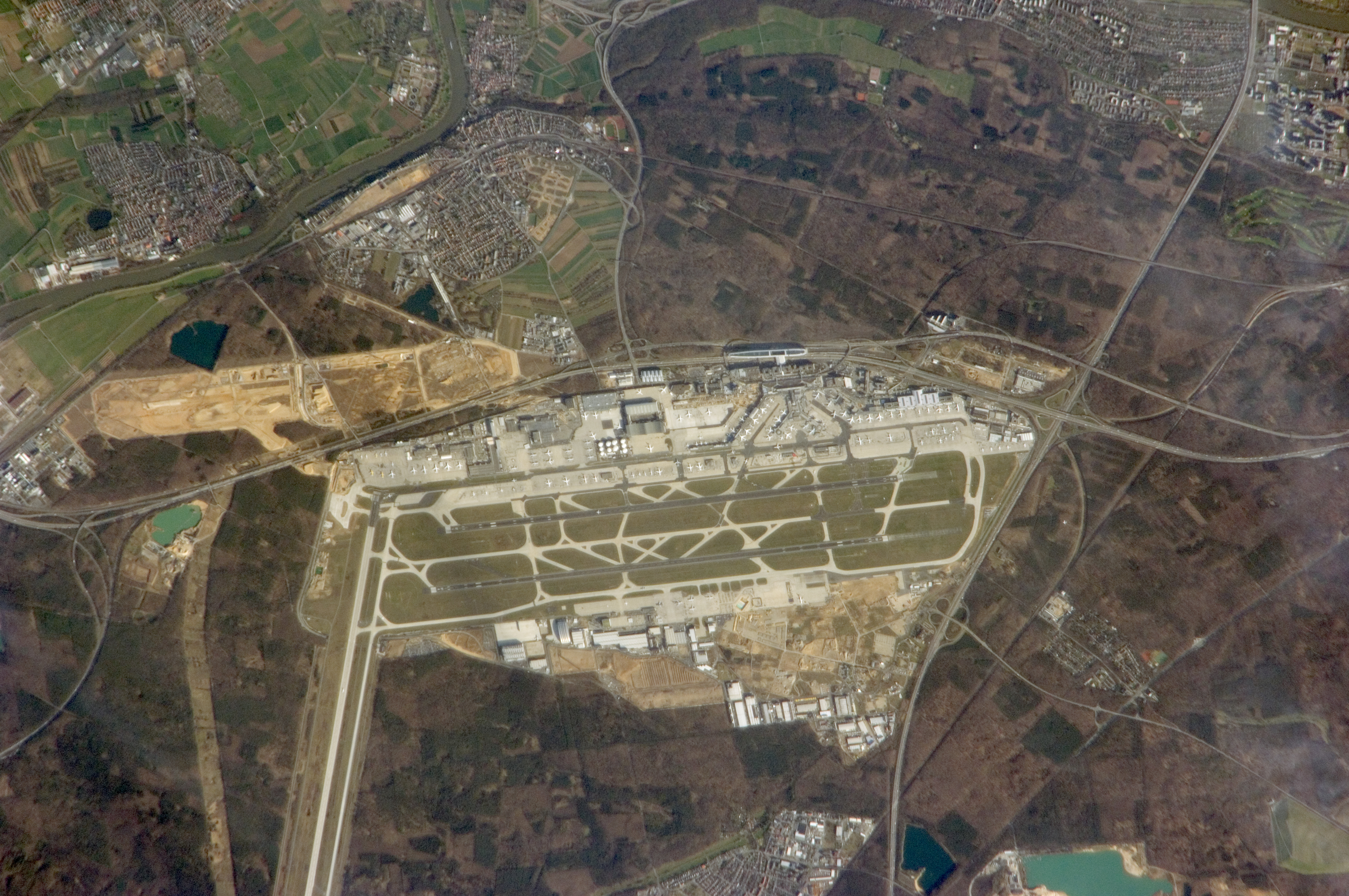
Noch im Bau befindlich im April 2010 …
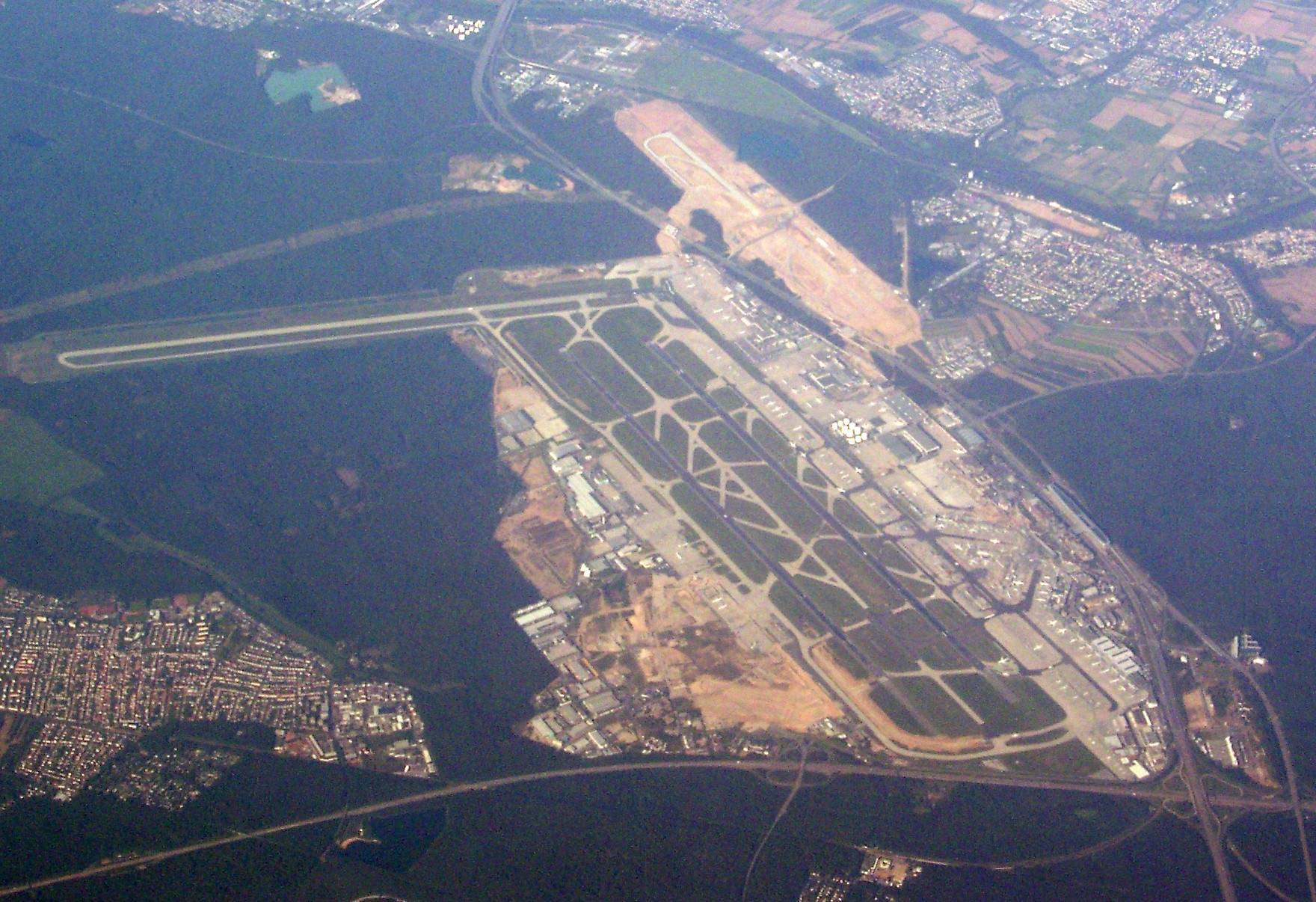
… und September 2010
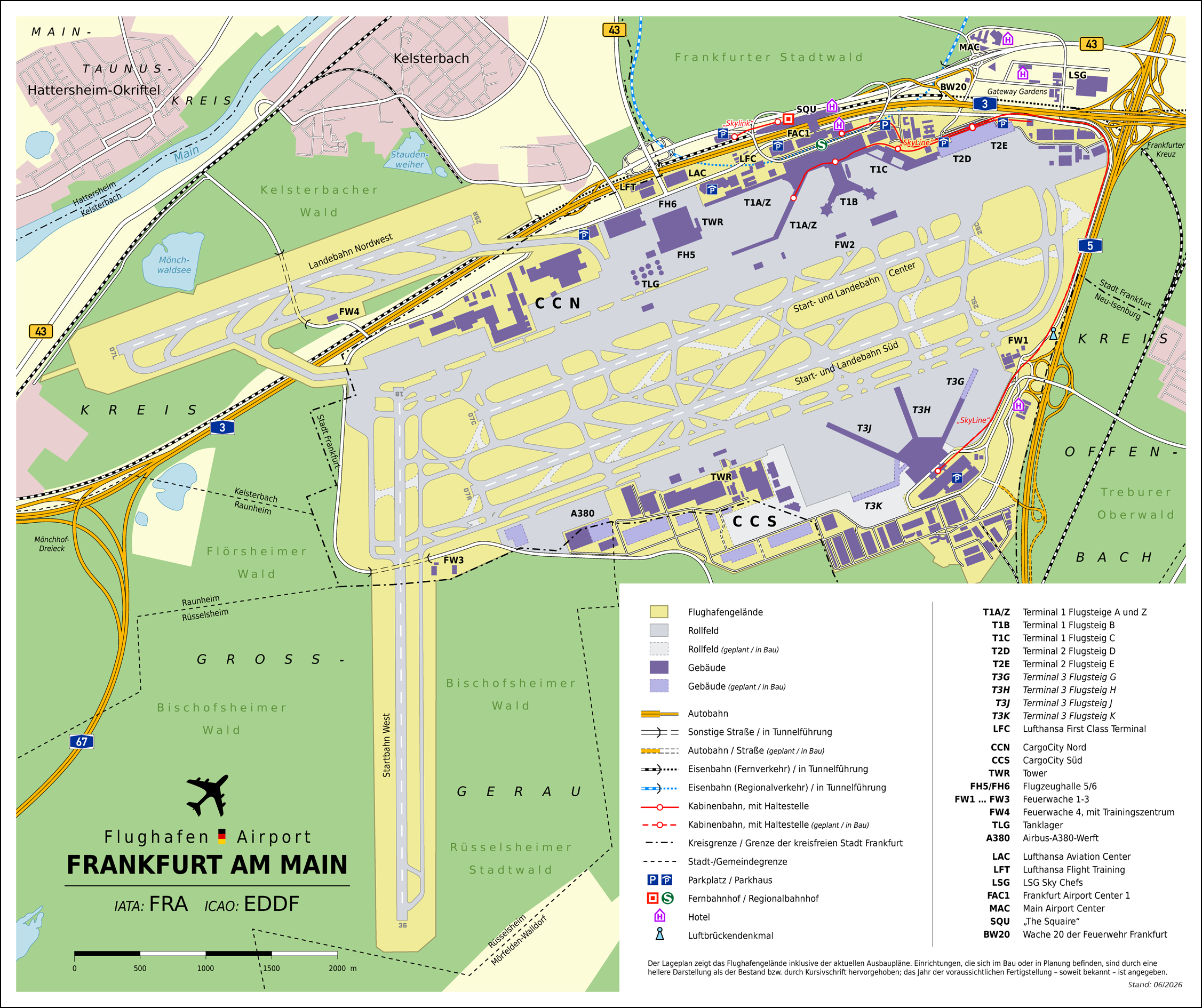